# Dolce stil novo

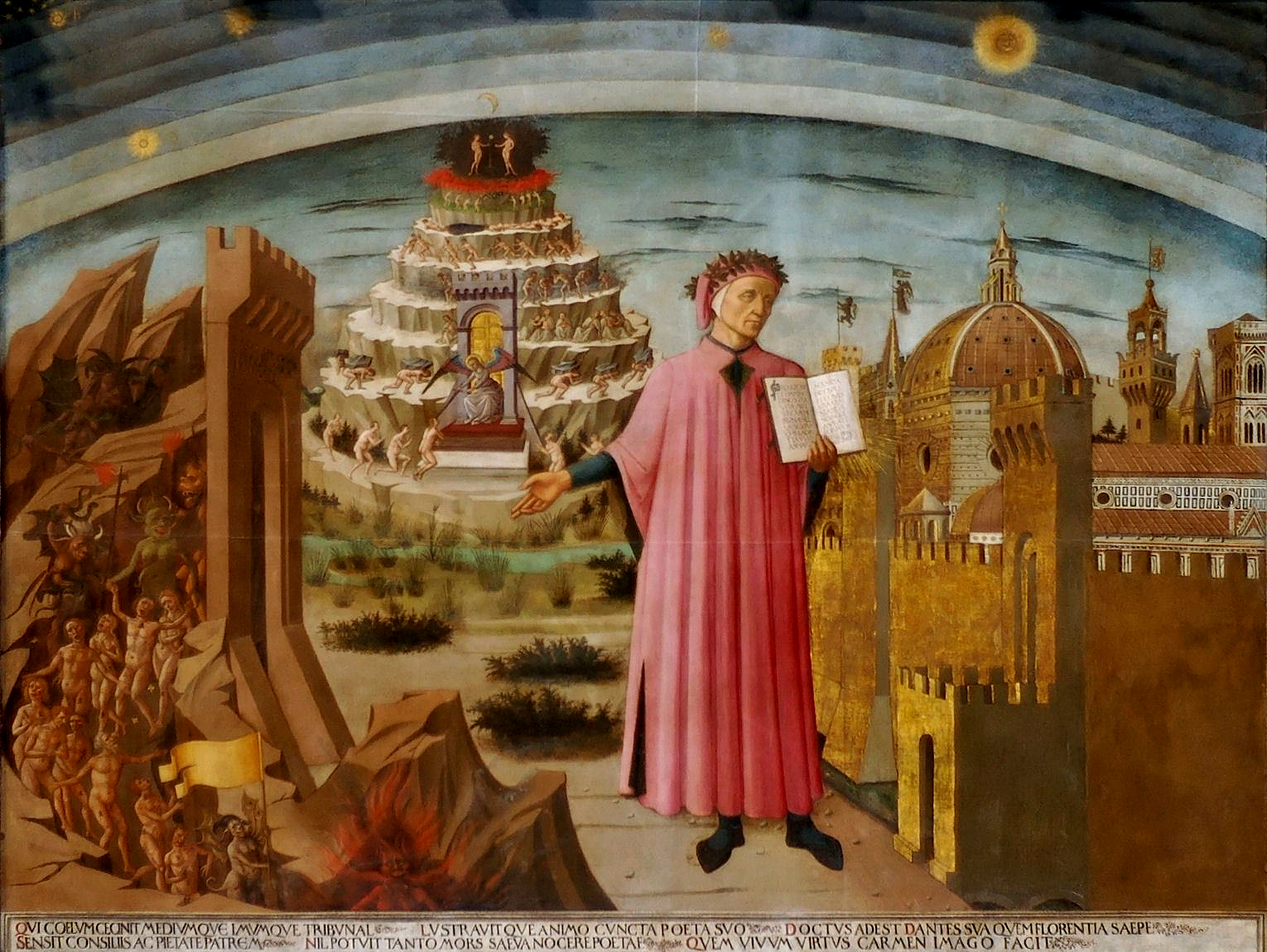
Dante s Božskou komedií na obraze Domenica di Michelino

Dolce stil nuovo, vyslov "novo", v moderní italštině stile nuovo nebo stilnovismo, je původem italský literární proud, který vznikl v předrenesančním období ve 13. století a zanikl v 15. století. Do tohoto proudu se řadí slavný italský básník Dante Alighieri, který i poprvé zmínil tento literární proud ve 24. zpěvu svého "očistce" jako součást Božské komedie. Vzorem pro "Dolce stil nuovo" byly provensálské písně trubadúrů, například Janovana Lafranca Cigala. "Dolce stil novo" se zrodil a rozvíjel v Bologni a Florencii.

## Charakteristika
Pro básníky „nového stylu‚ je charakteristické, že tělesná stránka není jejich cílem, tudíž veškeré opěvování „krásné dámy‚ nebo touha po kráse se odehrává v ideální rovině. Novinkou ale je výchozí bod této idealizace, jímž se stala právě žena z masa a kostí, která byla symbolem hříchu během období středověku.
Tento literární žánr byl silně ovlivněn sicilskou školou a toskánskou poezií, její základními tématy byly láska a zdvořilost. Při srovnání s jinými literárními pracemi jsou díla "Dolce stil nuovo" vypracovanější a rafinovanější. Lze zaznamenat pravidelné používání metafor, které vyjadřují citové nuance a jemnosti textu. Zbožňování obrazu ženy, její krásy a ctnosti jsou důležitými vlastnostmi tohoto žánru. Ideální žena je často popisována jako bohyně. Stává se andělem nebo mostem k bohu, její božská krása vede básníka ponořit se do hloubek sebepozorování.

## Autoři
Nejznámějším protagonistou tohoto stylu se stal Dante Alighieri.
K básníkům "Dolce stil novo" patří Guido Guinizzelli, který jako jejich první inspirátor s písní Al cor gentile rempaira sempre Amore tvoří základy nové poezie. Domnívá se, že hodnota osobnosti pochází od vznešenosti srdce a ne od jeho oblečení. Byl první, kdo vytvořil obraz milované ženy jako anděla.
Jiní autoři často popisují alegorickou představu "Lásky", která je zároveň původu lidského, ale také má silný citový neklid. K těmto patří Guido Cavalcanti, Cino da Pistoia a Dante se svou Božskou komedií.
Méně známí autoři byli například Gianni Alfani a Lapo Gianni. Na konci 14. století tvořili imitátoři tohoto stylu Fazio degli Uberti (1305? – po 1367), Francesco da Barberino (1264 – 1348) a Giovanni Quirin.
Žánr "Dolce stil novo" je zároveň i zakládajícím stylem novodobé italské literatury ze dvou hlavních důvodů:
- Je to první literární žánr významného rozsahu v Itálii.
- Je nejpoužívanější v literatuře Toskánska, kdy toskánština byla jen jedním z dialektů poloostrova, ale měla se stát národním jazykem pro celou zemi pod jménem italština.